# ويتولد لوتوسلافسكي
ويتولد رومان لوتوسلافسكي (بالإنجليزية: Witold Roman Lutosławski)‏ كان ملحنًا موسيقيًا بولنديًا. من بين الملحنين الرئيسين للموسيقى الكلاسيكية في القرن العشرين، ويُعتبر أهم ملحن بولندي، وربما أعظم ملحن بولندي بعد شوبان. تشمل مؤلفاته ممثلين عن معظم الأنواع التقليدية، إلى جانب الأوبرا: السمفونيات، والكونشيرتو، ودورات الأغاني الأوركسترالية، والأعمال الأوركسترالية الأخرى، وأعمال الحجرة. من بين أشهر أعماله سيمفونياته الأربع، اختلافات في موضوع من تأليف باغانيني (1941)، كونشرتو للأوركسترا (1954) وكونشيرتو التشيلو (1970).